# كرز الشاطئ
كرز الشاطئ أو كرز شاطىء الأرز (الاسم العلمي: Eugenia reinwardtiana)؛ هي شجيرة تتبع الفَصيلة الآسية موطنها في الغابات الاستوائية في شمال كوينزلاند، أستراليا، وإندونيسيا، وجزر المحيط الهادئ. تنمو عادة بارتفاع من 2 إلى 6 متر (6.6 إلى 19.7 قدم).